# 丁多里
丁多里（Dindori）是印度中央邦Dindori县的一个城镇。总人口为17413（2001年）。

## 地理
丁多里位于22°57′N 81°05′E / 22.95°N 81.08°E，平均海拔约为640米。

## 人口
该地2001年总人口17413人，其中男性8977人，女性8436人；0—6岁人口2264人，其中男1142人，女1122人；识字率70.91%，其中男性为79.49%，女性为61.78%。